# Amatus van Montecassino

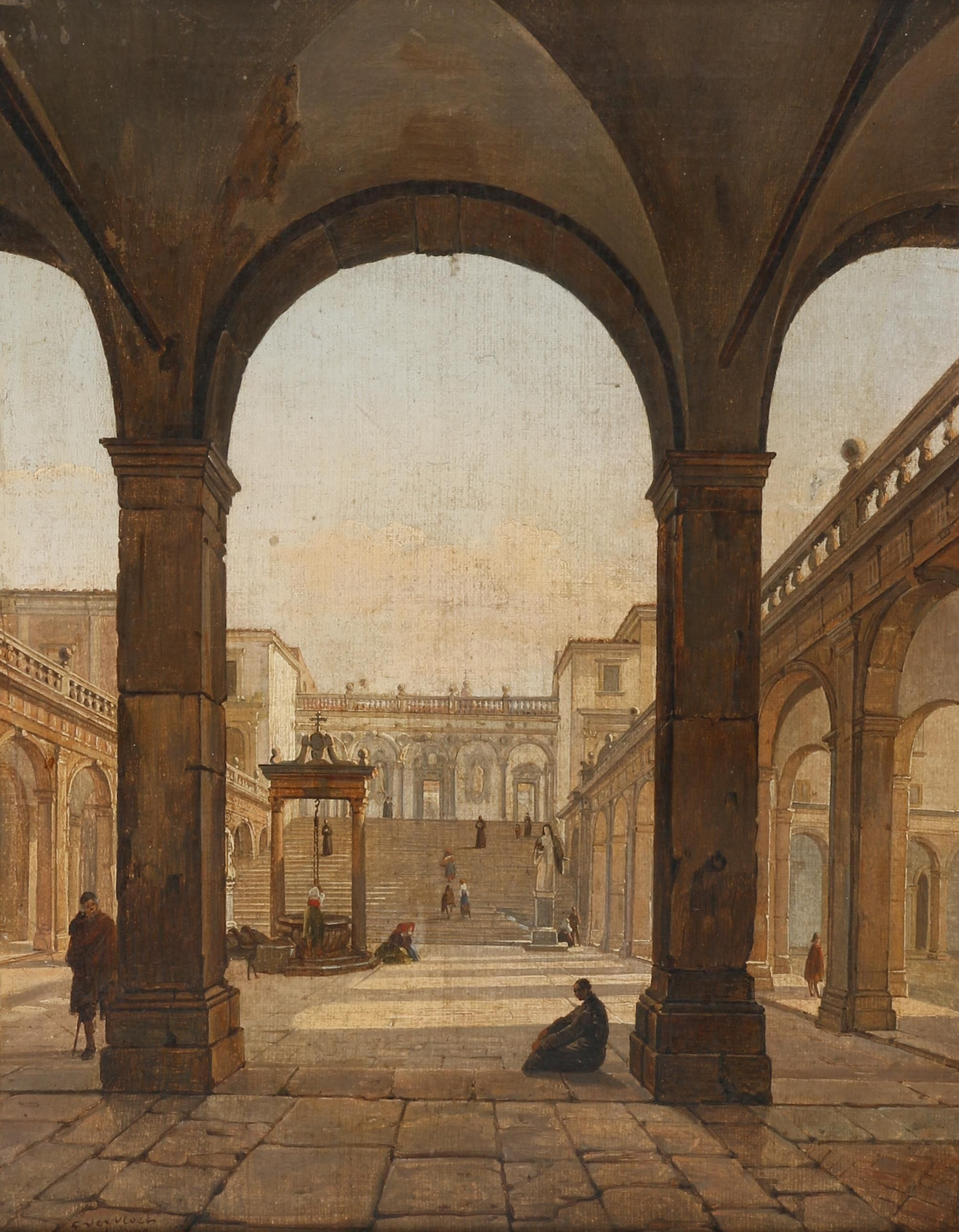
19e-eeuws schilderij over het leven in Monte Cassino in de Middeleeuwen

Amatus van Montecassino of Monte Cassino (Salerno, circa 1010 – Monte Cassino, 1 maart 1078) was eerst bisschop van Paestum of Agropolis, in de buurt van Salerno. Hij is evenwel beter bekend als benedictijner monnik in Monte Cassino in Italië. Amatus was kroniekschrijver, met een speciale interesse in de Normandiërs in Zuid-Italië en hun politieke rol tegen of voor het pausdom.

## Levensloop
In Salerno leefde Amatus tijdens zijn jonge jaren. Hij werd bisschop in de buurt van Salerno; tegenwoordig is de aanname dat het gaat om het bisdom Paestum of Agropolis. Paestum ging later op in het bisdom Vallo della Lucania. Hij trad terug als bisschop om als monnik te leven in de abdij van Monte Cassino. Het was niet ongebruikelijk dat een afgetreden bisschop zijn verdere leven doorbracht als monnik. De abdij van Monte Cassino was een territoriale abdij, dit wil zeggen met een eigen grondgebied. De abdij bevond zich in Cassino in Latium en werd nooit permanent bezet door Normandiërs. Nochtans had Amatus politieke interesse in hoe Normandiërs ten zuiden van Monte Cassino een rol konden spelen voor de pauselijke staat.
In de abdij van Monte Cassino maakte Amatus deel uit van een grote groep illustrators, kopiisten en kroniekschrijvers. De abt was Desiderius van Benevento. Desiderius werd later paus onder de naam Victor III. De abt stimuleerde het literaire leven in zijn abdij en vermeerderde de kunstschatten.

## Werken
- Historia Normannorum of Geschiedenis der Normandiërs of Noormannen. Dit boek in acht volumes behandelt de jarenlange aanwezigheid van Normandiërs in Zuid-Italië. Het beslaat de jaren 1016 tot 1078. Amatus beschreef de eerste kleine legertjes die binnendrongen vanuit Sicilië. Na de overwinning in de Slag bij Civitate (1053) die Amatus meemaakte, veroverden de Normandiërs grote delen van Zuid-Italië. Amatus schreef het werk in het Latijn, doch enkel een versie in middeleeuws Frans is bewaard.
- De Gestis Apostolorum Petri et Pauli of Over de Handelingen van de apostelen Petrus en Paulus. Dit boek in vier volumes was geschreven in versvorm. De verzen behandelen vooral Petrus en nauwelijks Paulus.
- De Laude eiusdem pontificis, een lofprijzing over vermoedelijk paus Gregorius VII, een kerkhervormer.
- De Duodecim Lapidibus et Civitate Caelisti Hierusalem. Dit werk van Amatus heette Over de twaalf edelstenen en de stad van het hemelse Jeruzalem. Het handschrift gaat over het visioen in het bijbels boek Apocalyps.

De twee laatste werken staan vermeld bij Petrus Diaconus, in zijn boek De viris illustribus of over beroemde mannen. De laatste twee werken zijn verloren gegaan.
- Bibsys: 28485
- Bibliothèque nationale de France: cb12462468k (data)
- CiNii: DA17222120
- Gemeinsame Normdatei: 100936237
- International Standard Name Identifier: 0000 0001 2131 6977
- Library of Congress Control Number: no00004294
- Nationale Bibliotheek van Israël: 987007307872005171
- Nationale en Universitaire bibliotheek Zagreb: 000134295
- Nederlandse Thesaurus van Auteursnamen: 271412054
- Réseau des bibliothèques de Suisse occidentale: 02-A000006566
- Istituto Centrale per il Catalogo Unico: SBLV300623
- LIBRIS: 35354
- Système universitaire de documentation: 033800294
- Virtual International Authority File: 212385347